# Ribamar Antônio da Silva
Ribamar Antônio da Silva, mais conhecido como Ribamar Silva (Osasco, 27 de maio de 1975), é um empresário e político brasileiro filiado ao PSD. Atualmente exerce o cargo de deputado federal por São Paulo.

## Biografia
Natural de Osasco, São Paulo, Ribamar Silva é empresário e possui ensino médio completo. Casado, iniciou sua trajetória política como assessor parlamentar e chefe de gabinete no Congresso Nacional. Posteriormente, foi eleito vereador em Osasco por dois mandatos consecutivos: de 2017 a 2020 pelo PRP e de 2021 a 2024 pelo PSD.

## Carreira política
Nas eleições de 2022, Ribamar Silva foi candidato a deputado federal por São Paulo, obtendo 65.219 votos, ficando como suplente pelo PSD.
Assumiu o mandato efetivo de deputado federal em 1º de janeiro de 2025, após a renúncia de Ricardo Silva, eleito prefeito de Ribeirão Preto nas eleições municipais de 2024.Mas já vinha atuando na suplência desde 18 de dezembro de 2024.
Na Câmara dos Deputados, Ribamar Silva atua como membro titular da Comissão de Saúde e suplente nas Comissões de Comunicação, Defesa do Consumidor, Defesa dos Direitos da Mulher, Trabalho e na Comissão Especial sobre Limite Precatório e Débitos Previdenciários (PEC 066/23).